# Altoparadisium chapadense
Altoparadisium chapadense là một loài thực vật có hoa trong họ Hòa thảo. Loài này được Filg., Davidse, Zuloaga & Morrone mô tả khoa học đầu tiên năm 2001.